# Edice Petlice
Edice Petlice byla samizdatovým strojopisným nakladatelstvím, které koncem roku 1972 založil spisovatel Ludvík Vaculík a které řídil do roku 1989, respektive 1990, kdy zaniklo. Rozhodl se tak vytvořit publikační platformu pro autory, kteří nebyli režimem povoleni a byli vyloučeni z veřejného života. Prvním vydavatelským počinem v Petlici byla Vaculíkova Morčata. Redakčně Vaculík spolupracoval například s Jiřím Grušou, Milanem Jungmannem, Petrem Kabešem, Ivanem Klímou, Klementem Lukešem či Sergejem Machoninem. Zapojena byla i řada písařek, mezi jinými Otta Bednářová, Anna Černá, Alena Břízová, Zdena Erteltová, Miroslava Filipová, Sabina Krausová, Miroslava Rektorisová a Drahomíra Šinoglová. Na opisování rovněž meli zásluhu Dušan Hamšík či Karol Sidon. K dalším spolupracovníkům podílejícím se na opisování patřil Jiří Müller a jeho manželka Bronislava Koutná-Müllerová či Jaromír Šavrda. V osmdesátých letech si opisy knih pro Petlici leckdy zajišťovali autoři sami. Vazby jednotlivých svazů pocházely z různých knihvazačských dílen – ponejvíce z podniku Tomos. Náklad se pohyboval v rozmezí 12-15 kopií na titul. Jedinou knihou, která byla vydána sazbou v počítači, byl na konci osmdesátých let Stavební deník Ondřeje Vaculíka. Celkem vydala Edice Petlice okolo čtyř set titulů.
Vaculík vedle vlastních děl vydával prózy kupříkladu Ivana Binara, Zuzany Brabcové, Ladislava Dvořáka, Evy Kantůrkové, Oty Filipa, Jiřího Gruši (rovněž básně a divadelní hry), Dani Horákové, Jaroslava Hutky (rovněž básně), Ivana Kadlečíka, Františka Kautmana, Mojmíra Klánského, Ivana Klímy, Alexandra Klimenta, Pavla Kohouta, Ivy Kotrlé, Edy Kriseové, Karla Pecky, Zdeňka Pochopa, Lenky Procházkové, Jaroslava Putíka, Sylvie Richterové, Karola Sidona, Dominika Tatarky, Jana Trefulky, Vlastimila Třešnáka a dalších. Knihy Bohumila Hrabala vydávala Petlice paralelně s oficiálními vydáními, ale bez cenzurních a autocenzurních zásahů. Poté co se Hrabal zavázal, že nebude v Petlici vydávat, byly jeho knihy (Obsluhoval jsem anglického krále, Postřižiny, Něžný barbar, Městečko, kde se zastavil čas, Svatby v domě, Vita nuova, Proluky) signovány nikoli autorem, jak bylo zvykem, ale takto: „Za Hrabala Vaculík.“
Z básníků zde vycházeli Klement Bochořák, Miroslav Červenka, Ladislav Fikar, Bohumil Grögerová, Jiřina Hauková, Zbyněk Hejda, Jaromír Hořec, Pavel Janský, Věra Jirousová, Emil Juliš, Petr Kabeš, Jan Kameník, Josef Koenigsmark, Jiří Kolář, Oldřich Kryštofek, Oldřich Mikulášek, Milan Ohnisko, Jiří Pištora, Zdeněk Rotrekl, Jaroslav Seifert, Jan Skácel, Andrej Stankovič, Jaromír Šavrda, Karel Šiktanc, Jan Vladislav a další.
V Petlici najdeme rovněž eseje a odborné práce Václava Černého, Petra Fidelia, Bedřicha Fučíka, Ladislava Hejdánka, Josefa Hiršala, Jindřicha Chalupeckého, Miroslava Kusého, Milana Machovce, Jana Patočky, Jiřího Pechara, Milana Šimečky, Julia Tomina a dalších.
V neposlední řadě vydávala Petlice divadelní hry, třeba Václava Havla (rovněž eseje), Pavla Landovského, Josefa Topola, Milana Uhdeho a dalších.
Vycházely zde příležitostně také cestopisy, například Jiřího Hanzelky a Miroslava Zikmunda, almanachy a sborníky (zejména Československý fejeton/fejtón) a Slovník českých spisovatelů (který sestavil kolektiv autorů pod vedením Jiřího Brabce).
Počínaje rokem 1979 byla udělována Cena Edice Petlice.
Roku 1980 obdržela Edice Petlice Cenu Jana Palacha, udělená Mezinárodním výborem na podporu Charty 77. A o sedm let později získala tuto cenu kmenová petliční písařka Zdena Erteltová.